# Adam Glapiński
Adam Glapiński (Varsovia, 9 de abril de 1950) es un economista y político polaco. Presidente del Banco Nacional de Polonia (desde el  21 de junio de 2016), tras suceder a Marek Belka.

## Biografía
Glapiński se graduó en el Stefan Batory Gymnasium and Lyceum (Varsovia, 1968), y posteriormente completó su formación universitaria en el Departamento Socioeconómico de la Escuela de Economía de Varsovia en 1972. Ese mismo año realizó su pasantía en el Banco de Francia. Tras doctorarse, se habilitón en la Escuela de Economía de Varsovia (2004).[cita requerida] En 2013 obtuvo el título de profesor de estudios económicos.
En la década de los ochenta, Glapinnski fue miembro de Solidaridad. En 1990 participó en la fundación del Acuerdo de Centro y del Congreso Liberal Democrático.
Glapiński ha contribuido decisivamente en el milagro económico polaco, que acumula un crecimiento sostenido del 4,5% desde 1990.[cita requerida] Entre sus medidas, destacan: la introducción del billete de 500 zlotys (109 euros), y la subida en tres ocasiones de los tipos de interés, hasta el 1,75%. En 2022 es más caro pedir dinero prestado en Polonia, pero la producción industrial se recupera sin reservas.

## Publicaciones
- Transforming Economic Systems: the Case of Poland, Wyd. Physica-Verlag Heidelberg  Niemczech y Springer-Verlag New York 1991
- Ekonomia Niepodległości, Wyd. ALFA, Varsovia 2000
- Kapitalizm, demokracja i kryzys państwa podatków, Oficyna Wydawnicza SGH, Varsovia 2004
- Post-Crisis Economic Policy. Innovation Based Growth, „Journal of Management and Financial Sciences”, Issue 5, 2011
- Meandry historii ekonomii, Oficyna Wydawnicza SGH, Varsovia 2012
- Animal Spirits in Economics, „Journal of Management and Financial Sciences”, Issue 11, 2013
- Kwestie metodologiczne podejścia ewolucyjnego w ekonomii, „Gospodarka Narodowa” nr 5–6, 2013